# ساندیپ رای
ساندیپ رای (بنگالی: সন্দীপ রায়؛ زادهٔ ۸ سپتامبر ۱۹۵۳) کارگردان و عکاس اهل هند است. وی از سال ۱۹۷۶ میلادی تاکنون مشغول فعالیت بوده‌است. وی فرزند ساتیاجیت رای و ویجایا رای است.